# Palazzo Ruschi
Palazzo Ruschi è un palazzo della città di Pisa, situato nelle vicinanze della chiesa di San Francesco, noto per gli affreschi del pittore Giovanni Battista Tempesti e per la limonaia in stile neoclassico eretta nel suo giardino nella prima metà dell'Ottocento. Apparteneva alla famiglia Ruschi, di antica nobiltà ghibellina.

## Il quartiere

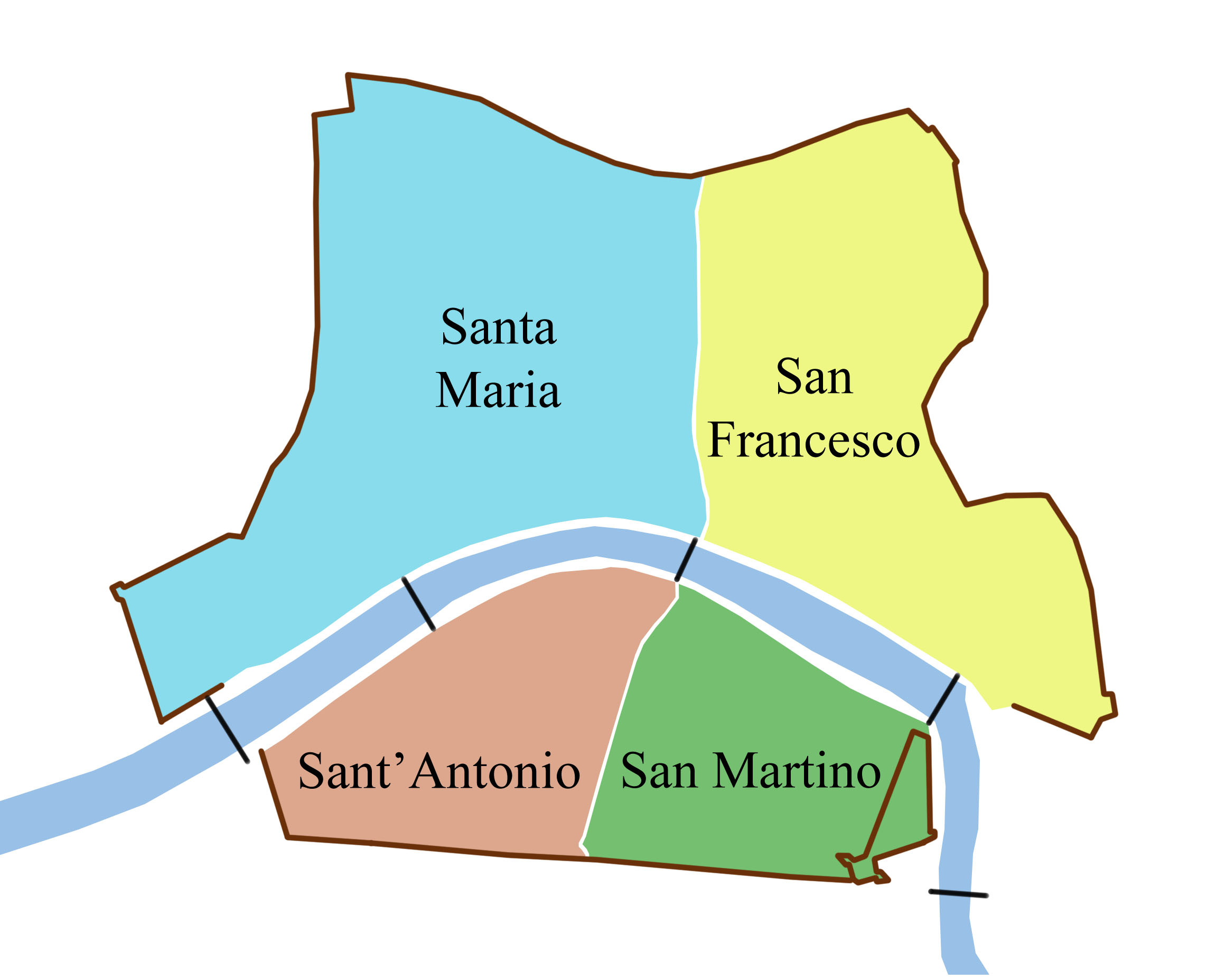
Il quartiere mediceo di San Francesco, in giallo.

Il complesso di Palazzo Ruschi è situato nel quartiere di San Francesco, una parte del centro storico della città collocato a Nord-Est del fiume Arno e urbanizzato in epoca medioevale, periodo al quale risalgono importanti testimonianze architettoniche quali le chiese di S. Piero in Vincoli, S. Andrea, Santa Caterina ed il complesso di San Francesco, queste ultime con le relative piazze. L'area del palazzo costituisce l'isolato tra piazza San Francesco, via San Francesco e il vicolo Ruschi.

## Il palazzo
Il palazzo attuale, che fu abitato dalla famiglia Ruschi fino agli anni Sessanta del Novecento, fu edificato su strutture antichissime, così come testimoniano le poderose colonne ancora visibili negli ambienti a pian terreno. Attualmente, ha un'estensione complessiva che supera i 1300 metri quadrati articolati su due piani e la sua fisionomia architettonica risale al Cinquecento, con ulteriori ampliamenti nel corso dei tre secoli successivi.
Alla sua erezione lavorarono gli architetti Pisani Ranieri Gabrielli e Iacopo Donati: la facciata è del secolo XVII, la progettazione dello scalone d'ingresso è opera dell'architetto veronese Ignazio Pellegrini (1715-1790). Nel complesso è presente anche una cappella privata e il giardino con fontane e statue.
Il pisano Giovanni Battista Tempesti, del quale Camillo Ruschi era un protettore, fu il principale artefice della decorazione dell'interno del palazzo: a lui si devono i vari sfondi architettonici, la decorazione del pianerottolo e soprattutto la stanza delle allegorie, entrambi situati al primo piano (cioè il piano nobile) del palazzo.
In quest'ultima stanza nel 1757 in collaborazione con suo padre e col fiorentino Agostino Veracini, Tempesti affrescò in riquadri ovali e polilobati incastonati da cornici di stucco dorato, le allegorie dei Quattro elementi. Sua competenza furono in particolare la Terra e l'Acqua. Sebbene le figure poste ai lati della volta appaiano attualmente quasi illeggibili, nel riquadro centrale, benché parzialmente crollato, è individuabile con molta probabilità l'allegoria de l'Aria, una fanciulla attorniata da putti volanti, colti, con le gote rigonfie, nell'atto di soffiare..

## Il giardino e la limonaia
Assieme al Giardino Cardella, al chiostro di Santa Caterina ed altri esempi legati a complessi architettonici di più limitato pregio, il giardino di palazzo Ruschi si inserisce a pieno titolo nella tradizione dei cosiddetti orti Pisani: aree verdi pubbliche o private, dal carattere non soltanto ornamentale, giardini funzionali ricchi di alberi da frutto, inseriti nel fitto tessuto urbano ma da questo separati da alti muri in mattoni o in pietra.
La storia del giardino, pur nei suoi elementi specifici, è un conciso esempio della dinamica che ha portato alla formazione di questi spazi (ed ecosistemi) urbani, illustrando anche il cambiamento del gusto estetico verificatosi in Europa relativamente all'architettura da esterni, con il passaggio dalle simmetrie dei giardino formale del Seicento all'avvicendamento degli spazi proprio dei giardini all'inglese. In questo senso il giardino della Limonaia è stato un innovatore rispetto alla tradizione dei giardini italiani.
Sviluppatosi infatti da un primo embrione alla fine del XVIII secolo, il giardino non rimase immutato ma fu sottoposto a numerosi passaggi di ampliamento e riqualificazione protattisi fino ai nostri giorni:
- la possibilità offerta nel 1627 dall'Ufficio dei fiumi e fossi di allacciarsi a pagamento all'acquedotto granducale favorì nella zona il sorgere di giardini privati. Già nelle cartografie urbane del Merian (1640) e del Pezzini (fine del XVII secolo) viene mostrato, sul luogo dove oggi sorge il palazzo, un complesso di diversi edifici alle spalle dei quali, verso settentrione, si apre uno spazio scoperto e presumibilmente verde, caratterizzato da un certo ordine e chiaramente distinto dalla confinante area alberata.
- un disegno del 1777 mostra l'abitazione del cav. Francesco Ruschi oramai completata a cui è associato, a lato dell'ingresso, un giardino formale, governato dalle leggi della simmetria;
- la famiglia Ruschi continua l'espansione della proprietà, acquistando dapprima un'ulteriore porzione di spazio verde e, nel 1792, la casa e il giardino di via S.Elisabetta[13],
- tali spazi sono poi riorganizzati in una nuova area, destinata a diventare un giardino più esteso, di cui una testimonianza è riportata in un rilievo eseguito da tale Pietro Fancelli, in cui sono mostrati una superficie di aiuole rettangolari impreziosita da due vasche poligonali d'acqua e fiancheggiata da vialetti alberati e, in fondo alla proprietà, un “capannone dei vasi", forse il primo nucleo della struttura della futura limonaia.

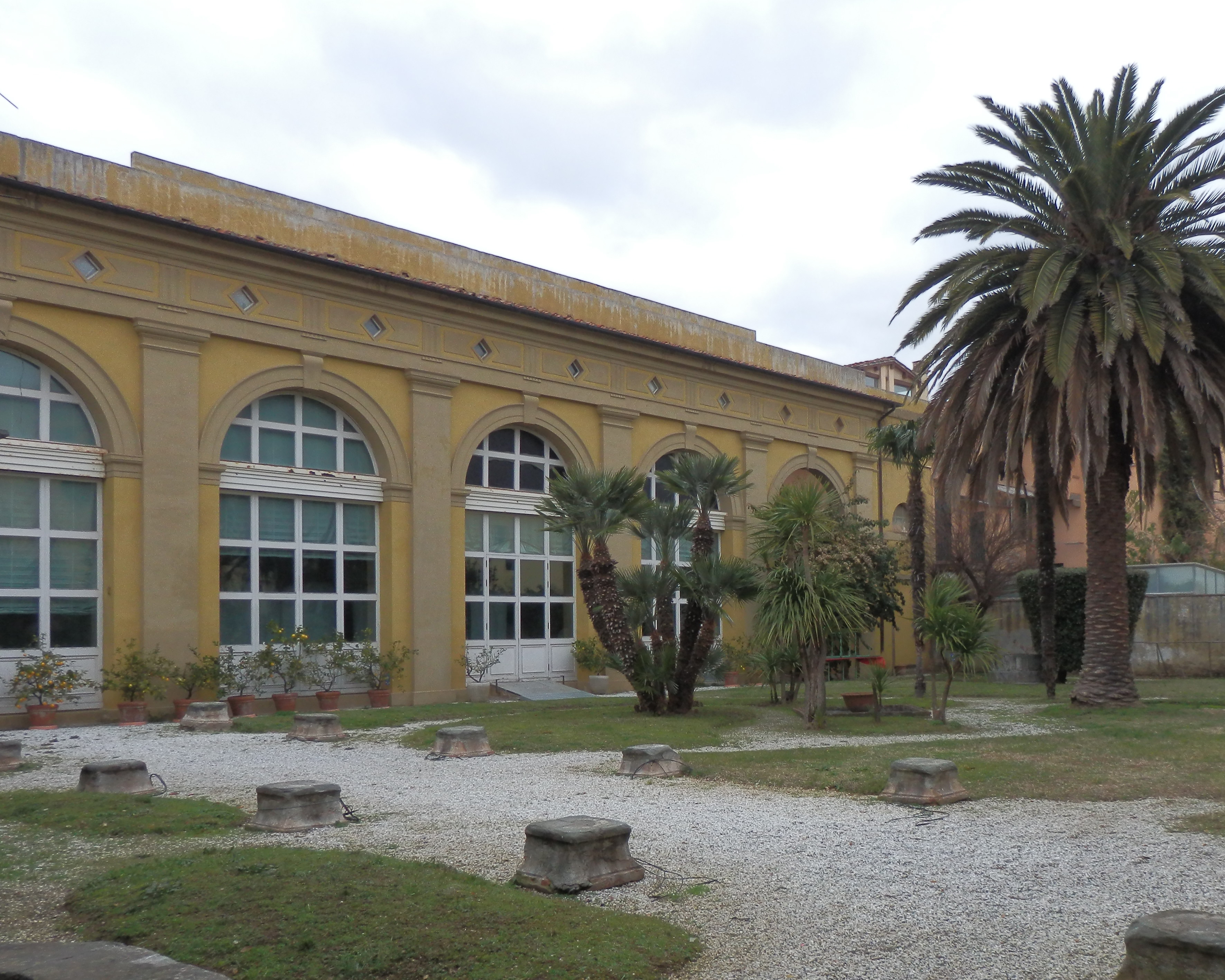
La limonaia con i suoi quattro enormi portoni ad arco.

- il 28 giugno 1823 Francesco Ruschi acquista da Giuseppe Antonio Puntoni alcuni piccoli edifici e le loro pertinenze posti al confine nord del palazzo. Su questa area ampliata tra il 1828 e il 1835 fu edificata, scenograficamente rivolta a sud verso il palazzo signorile, la limonaia propriamente detta, la quale costituisce ancora oggi la più vasta limonaia della città, con una pianta di 28 m x 17 m pari a una superficie di 476 mq[13], un'estensione decisamente inusualein quanto paragonabile a quella del palazzo di cui è dipendenza.[14] La limonaia rappresenta un'importante testimonianza di edifici realizzati nella città secondo il gusto neoclassico ottocentesco[13]: il tetto, a una sola falda, era costituito da elementi lignei con sportelli, mentre l'ingresso sul giardino era garantito da quattro enormi portoni ad arco alti quattro metri e mezzo;
- probabilmente in concomitanza con la realizzazione della limonaia si procede a un riammodernamento del giardino, come attesta la pianta a colori della zona redatta nel 1854 dall'ingegnere del Comune di Pisa Pietro Bellini[13], nella quale si mostra come, sebbene l'area antistante il palazzo sia ancora articolata secondo schemi classici, la maggior parte del giardino sia stata adeguata al più moderno stile informale o all'inglese, con vialetti di andamento curvilineo convergenti verso una vasca centrale rotonda. La facciata della limonaia perde quel ruolo di "quinta prospettica" che aveva nel passato, adesso che la sua architettura non si riflette più se non in piccola parte sullo spazio verde circostante;
- per tutto l'Ottocento la struttura è adibita al ricovero di limoni e di altre piante che temono il freddo ma, date le dimensioni, è utilizzata anche per altre attività connesse alla coltivazione, in particolare per l'estrazione di essenze dalle camelie e dalle arance amare, di cui due piante sono ancora presenti contro il muro di confine occidentale;
- a causa delle avverse vicissitudini finanziarie dei proprietari, dalla fine dell'Ottocento il giardino va incontro ad un progressivo deterioramento: nel primo quarto del Novecento la Limonaia venne utilizzata solo sporadicamente ed il giardino si trasformò in un vasto spazio erboso in cui continuarono a vegetare spontaneamente solo le già nominate arance amare, l'alloro e la Robinia pseudoacacia[13];
- Nel 1931 il Piano regolatore della Città e della Marina di Pisa[15] pose attenzione sulla necessità di attuare un "risanamento igienico e sociale" e di valorizzare e "porre in luce" edifici nascosti nel tessuto urbano con opere di restauro e "liberazione", con lo scopo di evitarne il progressivo snaturamento (in particolare la riconversione il luoghi di deposito o di garage), e suggerì quindi la salvaguardia del patrimonio preesistente tramite progetti di “sanificazione” capaci di rendere le strade adiacenti maggiormente fruibili alla cittadinanza. Ciò nonostante, complici anche le vicende belliche, la struttura cade in disuso e è totalmente abbandonata: una foto aerea realizzata per la redazione del nuovo piano regolatore della città di Pisa dei primi anni '60 del secolo scorso mostra infatti il giardino in completo stato di degrado[13];
- La limonaia viene utilizzata esclusivamente come locale di sgombero fino alla prima metà degli anni '80, quando il complesso è acquistato, con una parte del giardino, per essere adibito a ristorante[16];
- Nel 1990 infine la società americana Hewlett-Packard la acquista per destinarla a sede del proprio centro scientifico[17]. Per queste ultime destinazioni fu realizzata un'importante serie di lavori restauro dell'edificio[18] e del suo giardino che riportarono entrambi al loro iniziale splendore (l'edificio fu ritinto di giallo). A capo dei lavori fu posto nel 1993 l'architetto pisano Alessandro Baldassari[14][19];

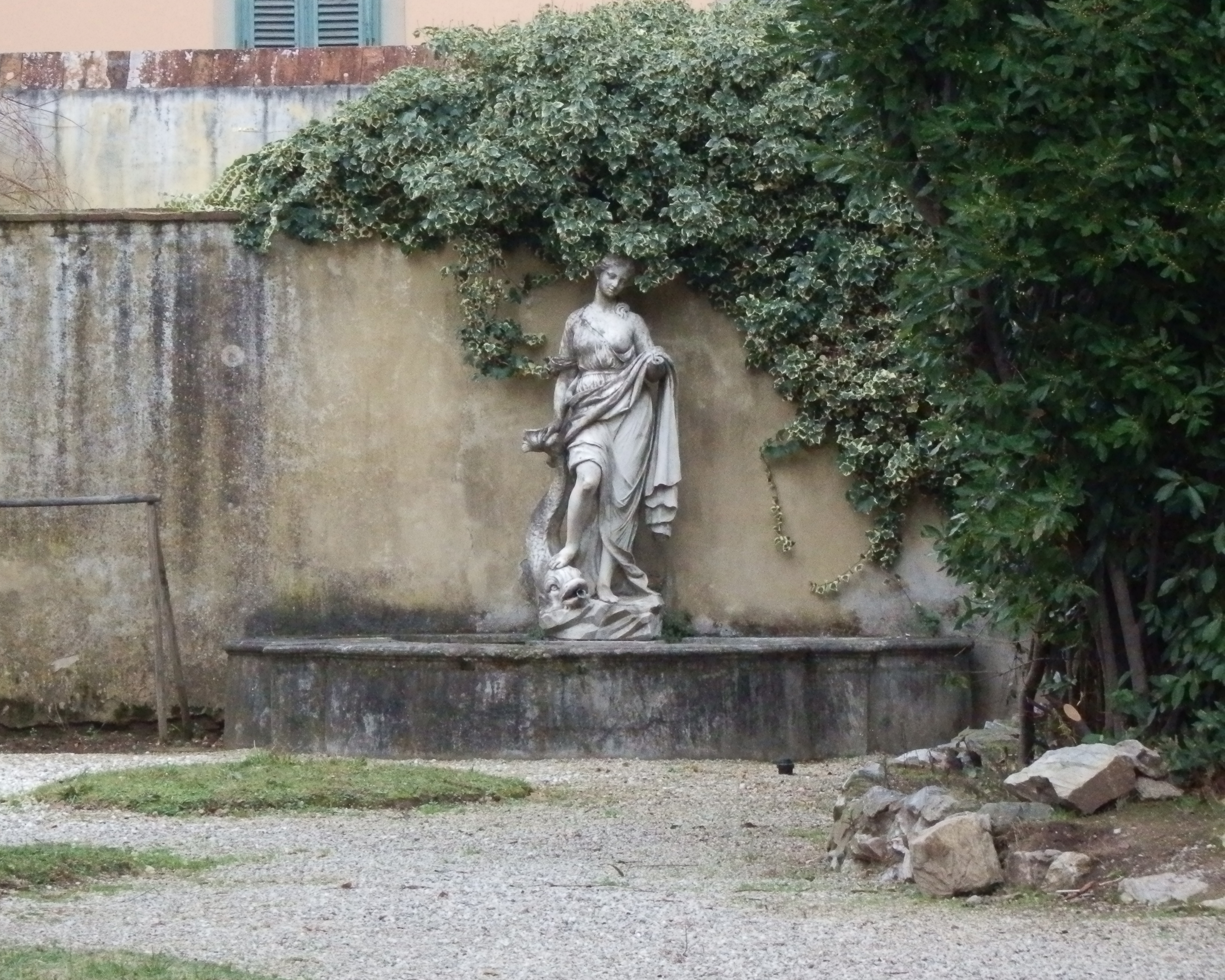
Flora sorretta da un delfino, la vasca posta al muro del lato occidentale del giardino.

- Dopo pochi anni tuttavia, per mutate esigenze societarie, anche la Hewlett-Packard lasciò l'immobile che venne infine acquistato dalla Provincia di Pisa per destinarlo a spazio per mostre, convegni e altre attività culturali, in particolare come sede principale dell'associazione per la diffusione della cultura scientifica e tecnologica La limonaia scienza viva, che da esso prende nome. La riqualificazione dei giardini d'inverno in strutture espositive è una tendenza piuttosto frequente, si pensi ad esempio al caso più famoso della Limonaia di Villa Strozzi a Firenze;

Il giardino della Limonaia oggi presenta più di quattordici varietà di piante, tutte molto insofferenti alle basse temperature ma tolleranti alla siccità. Vi si possono attualmente osservare due vasconi: uno fu installato nel Seicento ed è arricchito da una statua in marmo rappresentante Flora sorretta da un delfino, l'altro invece fu costruito nell'Ottocento da Pietro del Ruschi in modo da richiamare, come punto focale, un passaggio perpendicolare rispetto alla visione dall'ingresso. 
La sua cornice naturale è impiegata, analogamente all'edificio restaurato, come spazio espositivo en plein air.